# Carlos Jordán de Urriés y Pérez Salanova
Carlos Jordán de Urriés y Pérez Salanova (Huesca, primeira metade do século XIV – Roma, 8 de outubro de 1420) foi um cardeal aragonês da Igreja Católica.

## Biografia
Filho de Pere Jordán de Urriés, mordomo-mor e conceller de Dom Pedro IV, e de María Pérez de Salanova. A menção mais antiga a ele data de 3 de fevereiro de 1386, quando o Monarca o recomendou ao capítulo da catedral de Huesca, sendo ele então estudante de direito canônico.
Ele também apareceu na comitiva do Papa de Avinhão Bento XIII durante sua estadia em Perpignan em maio de 1407.
Foi criado cardeal pelo Papa de Avinhão Bento XIII no Consistório de 22 de setembro de 1408, recebendo o título de cardeal-diácono de São Jorge em Velabro. Em 15 de novembro de 1408, ele leu o Evangelho na missa de abertura do Concílio de Perpignan, convocada por Bento XIII e celebrada de 15 de novembro de 1408 a 26 de março de 1409. Em 1409, ele escreveu um tratado defendendo o antipapa e contra os cardeais no Concílio de Pisa, o Allegationes pro Benedicto XIII adversus Cardinales Concilii Pisani. Em 31 de outubro de 1412, ele esteve presente na leitura do testamento de Bento XIII em Peñíscola. Ele acompanhou o antipapa quando este visitou Morella em 15 de agosto de 1414; e em sua entrada solene em Valência em 14 de dezembro de 1414. Em 25 de junho de 1415, o antipapa nomeou-o sacristão da catedral de Huesca, apesar do estatuto da diocese que proibia as pessoas que não eram membros do capítulo de ocupar dignidades.
Nesta mesma data, testemunhou seu protesto ao imperador que não lhe havia fornecido os salvo-condutos necessários. Mas o cisma no Ocidente foi motivo de preocupação por causa do escândalo que produziu na cristandade. Os reis de Aragão, Fernando I e, mais tarde, Afonso V, tudo fizeram para impedir Urriés y Pérez Salanova de apoiar Bento XIII, mas ele, irredutível, não se deixou intimidar pela embaixada castelhana que, ao passar por Peñíscola, a caminho de Constança, instava-o a reconsiderar a subtração da obediência. Juntamente com Alfonso Carrillo, outros cardeais – Alfonso Carrillo de Albornoz e Pedro da Fonseca – formaram o reduto fiel daquele que logo foi considerado um antipapa e não hesitou em escrever uma carta a Afonso V para defendê-lo com profundos argumentos teológicos.
Os cardeais se opuseram firmemente ao legado de Castela no Concílio de Constança, embora tenham pedido a Bento XIII que abdicasse e enviasse uma delegação ao concílio, evitando assim o cisma. Com a recusa papal, a situação tornou-se impossível e, para seu pesar, o cardeal teve que ceder, especialmente quando o Concílio de Constança depôs os dois pontífices, elegendo Martinho V em 1417. Os três cardeais, secundados por uma série de bispos e abades catalães-aragoneses, imploraram novamente ao antipapa que renunciasse sem demora e ordenasse que seus pseudocardeais elegessem o papa Martinho V, recentemente escolhido pelos cardeais e pelo concílio e esse apelo tinha ares de ultimato; em caso de rejeição, reservaram-se a liberdade de ação e consequentemente, em 5 de janeiro de 1418, deixaram o antipapa Bento XIII, que os chamou de "filhos degenerados" e que declarou terem incorrido em infâmia, despojando-os de todas as suas honras.
Em 1 de agosto de 1418 foi recebido pelo Papa Martinho V, que restaurou seu cardinalato.
Morreu em 8 de outubro de 1420, em Roma.

### Conclaves
- Conclave de 1417 - não participou da eleição do Papa Martinho V